# Miud
Miud (ros. Мюд) – osiedle w Rosji, w Tatarstanie, w rejonie aksubajewskim. W 2010 liczyło 428 mieszkańców.